# Islebjerg Sogn
Islebjerg Sogn er et sogn i Frederikssund Provsti (Helsingør Stift).
Islebjerg Kirke blev opført i 3 etaper: 1978, 1986 og 1998. I 1978 blev Islebjerg et kirkedistrikt i Frederikssund Sogn, som geografisk havde hørt til Lynge-Frederiksborg Herred i Frederiksborg Amt, men havde ligget i Frederikssund Købstad. Den var ved kommunalreformen i 1970 blevet kernen i Frederikssund Kommune. I 1979 blev Islebjerg kirkedistrikt udskilt som det selvstændige Islebjerg Sogn.
I Islebjerg Sogn findes følgende autoriserede stednavne:
- Engebæk (bebyggelse)
- Frederikssund Markjorder (bebyggelse ejerlav)
- Klinten (areal, bebyggelse)
- Kristiansholm (bebyggelse)